# War Is Over! Inspired by the Music of John & Yoko
War Is Over! Inspired by the Music of John & Yoko is een Amerikaanse korte animatiefilm uit 2023 onder regie van Dave Mullens. De film is gabbasseerd op het nummer Happy Xmas (War is over) van John Lennon en Yoko Ono als The Plastic Ono Band. De film werd gemaakt in samenwerking met Yoko Ono en Sean Lennon, die ook meewerkte aan het scenario.

## Verhaal
Geplaatst in een alternatieve realiteit van de Eerste Wereldoorlog waarin een zinloze oorlog woedt, spelen twee soldaten aan tegenovergestelde zijden van het conflict een vrolijk schaakspel. Een heldhaftige postduif levert de schaakzetten van de soldaten over het slagveld af terwijl het gevecht escaleert. Geen van beide soldaten kent zijn tegenstander, aangezien het spel en de oorlog zich opbouwen naar de climax van de laatste zet. Wie het spel ook wint, één ding is zeker: er zijn geen winnaars in oorlog.

## Release en ontvangst
De film ging op 21 september 2023 in première en ontving in 2024 een Oscarnominatie  voor Beste korte animatiefilm.

## Prijzen en nominaties
De belangrijkste:
| Jaar | Prijs          | Categorie                | Genomineerde(n)          | Uitslag  |
| ---- | -------------- | ------------------------ | ------------------------ | -------- |
| 2024 | Academy Awards | Beste korte animatiefilm | Beste korte animatiefilm | Gewonnen |